# Lądowisko Strzelce Małe-Szczurowa
Lądowisko Strzelce Małe-Szczurowa – samolotowe lądowisko wielofunkcyjne w Strzelcach Małych, położone w gminie Szczurowa, w województwie małopolskim, ok. 25 km na północ od Brzeska. Lądowisko należy do Gminnego Centrum Kultury, Czytelnictwa i Sportu w Szczurowej.
Powstało w 2010, dysponuje dwoma trawiastymi drogami startowymi o długości 500 m i 430. Figuruje w ewidencji lądowisk Urzędu Lotnictwa Cywilnego.